# Federação Namibiana de Voleibol
A Federação Namibiana de Voleibol  (em inglêsːNamibian Volleyball Federation,NVF) é  uma organização fundada em 1991 que governa a pratica de voleibol em Namíbia, sendo membro da Federação Internacional de Voleibol e da Confederação Africana de Voleibol, a entidade é responsável por  organizar  os campeonatos nacionais de  voleibol masculino e feminino no país.